# 고양 (북위)
고양(高颺)은 북위의 장군으로 자는 법수(法修)이다. 선무제의 외조부로서 고구려 출신이다. 효문제 초에 동생인 고승신(高乘信)과 한내(韓內)·기부(冀富) 등과 북위에 입국하여 여위장군(厲威將軍)에 제수되었다.